# Na'isiyah
Na'isiyah (tiếng Ả Rập: ناعسية) là một ngôi làng ở phía bắc Syria nằm về phía tây bắc của Homs ở tỉnh Homs. Theo Cục Thống kê Trung ương Syria, Na'isiyah có dân số 822 trong cuộc điều tra dân số năm 2004. Cư dân của nó chủ yếu là Alawites.